# Roberto Biffi
Pour les articles homonymes, voir Biffi.
Roberto Biffi, né le 21 août 1965 à Milan en Italie, est un footballeur italien, qui évolue au poste de défenseur du début des années 1980 au milieu des années 2000. Il se reconvertit ensuite en entraîneur.

## Biographie

### Carrière de joueur
Roberto Biffi joue un total de 160 matchs en Serie B (4 avec le Milan AC et 156 avec l'US Palerme).

## Palmarès

### Joueur
- AC Milan :
  - Vainqueur du Campionato Italiano beretti en 1982
  - Champion de Serie B en 1983

- US Palerme :
  - Champion de Serie C en 1991 et 1993
  - Vainqueur de la Coppa Italia Serie C en 1993

- Savone FBC :
  - Champion de Serie D en 2002

- US Sanremese Calcio :
  - Champion de Serie D en 2004

### Entraîneur
- ASD Ospedaletti :
  - Champion de Prima Categoria (D7) en 2017 (Ligurie)